# Vereinbarkeitsindikator für Familie und Beruf
Der Vereinbarkeitsindikator für Familie und Beruf (VIF) wurde von 2006 der Arbeiterkammer Wien (AK Wien) entwickelt, um zu erfassen, wie viele Plätze in der Kinderbetreuung mit einer Vollzeitbeschäftigung der Eltern vereinbar sind. Ursprünglich war der Indikator nur für die Analyse der Betreuungssituation gedacht, er wurde dann aber in Bund-Länder-Verträge (Vereinbarungen gemäß Art. 15a B-VG) zur Förderung des Ausbaus von Kinderbetreuungsplätzen übernommen.

## Kriterien
Der Indikator  soll mit der Vollbeschäftigung der Eltern zu vereinbarende, elementare Kinderbildung und -betreuung („VIF-Kriterien“) erfassen. Die Auswertung erfolgt auf Basis jener Daten, die für die jährliche Publikation „ Kindertagesheimstatistik“ erhoben werden. Es handelt sich dabei um eine Vollerhebung aller Kinderbetreuungseinrichtungen, die regelmäßig und ganzjährig geöffnet haben und in denen die Betreuung durch qualifiziertes Personal erfolgt. Diese wurde folgendermaßen definiert:
Ein institutionelles Angebot der elementaren Kinderbildung und -betreuung
a) durch qualifiziertes Personal,
b) mindestens 47 Wochen im Kindergartenjahr,
c) mindestens 45 Stunden wöchentlich,
d) werktags von Montag bis Freitag,
e) an vier Tagen wöchentlich mindestens 9 ½ Stunden und
f) mit Angebot von Mittagessen;

## Entwicklung der Kriterien
Ursprünglich waren die Kriterien der Arbeiterkammer als Monitoring-Instrument gedacht und sollten daher laut der zuständigen Expertin, Sybille Pirklbauer, nicht zu eng gefasst werden, um nicht zu viele Einrichtungen auszuschließen. Vorgesehen wurden daher Öffnungszeiten von wöchentlich zumindest 40 und täglich zumindest acht Stunden. An mindestens vier Tagen musste die Einrichtung bis 17 Uhr geöffnet sein. Weiters musste ein Angebot an Mittagessen gegeben sein. Mit der ersten „Vereinbarung gemäß Art. 15a B-VG über den Ausbau des institutionellen Kinderbetreuungsangebots und über die Einführung der verpflichtenden frühen sprachlichen Förderung in institutionellen Kinderbetreuungseinrichtungen sowie Schaffung eines bundesweiten vorschulischen Bildungsplanes“ wurden die Kriterien strenger gefasst, da sie nun Relevanz für die Förderhöhe von Betreuungsplätzen hatten und dabei möglichst hohe Standards erreicht werden sollten.
Die wöchentliche Mindestöffnungszeit wurde auf 45 Wochenstunden angehoben, an vier Tagen muss diese 9,5 Stunden betragen. Darüber hinaus wurde die Liste um das Kriterium maximaler Schließtage ergänzt: Diese durften nunmehr fünf Wochen im Jahr (= der Urlaubsanspruch unselbstständig Beschäftigter) nicht überschreiten.

## Verwendung des VIF-Indikators
Der Indikator wurde anfangs von AK Wien vor allem für Analysen und in der Pressearbeit verwendet. In der Folge haben die Länderkammern anderer Bundesländer den Indikator übernommen und in ihren jeweiligen Publikationen verwendet, darunter Oberösterreich (AKOÖ Kinderbetreuungsatlas), Steiermark (AK Kinderbetreuungsatlas) und Kärnten (Dokumentation der Kinderbetreuung in Kärnten).
Schließlich wurde der Indikator auch in die 15a-Vereinbarungen zwischen dem Bund und den Ländern zum Ausbau der Kinderbetreuung übernommen. Dort sind Zuschüsse des Bundes an die Länder für die Schaffung von Kinderbetreuungsplätzen vereinbart, deren Höhe nach Öffnungszeiten gestaffelt ist. Für VIF-Plätze gibt es den höchsten Fördersatz. Die Wirksamkeit dieser Zuschüsse wurde für den Zeitraum 2007–2010 durch die Statistik Austria im Auftrag des österreichischen Familienministeriums evaluiert und in der Publikation „Entwicklung des Kindertagesheimbesuches“ öffentlich zugänglich gemacht. Es ist dies die einzige Publikation von offizieller Stelle, in der Analysen zum VIF enthalten sind.
Die AK Wien gab 2015 im Rahmen der Serie „ Sozial- und Wirtschaftsstatistik aktuell“ eine Auswertung zu der Entwicklung der Situation in der Kinderbetreuung in den Jahren 2003/04 bis 2013/04 heraus. Dafür wurde der VIF-Indikator rückwirkend bis zum Basisjahr berechnet. Die Auswertung zeigt einen deutlichen Zuwachs der VIF-Plätze im analysierten Zeitraum.
Seit der Ausgabe 2014/2015 der Kindertagesheimstatistik wird dort unter dem Titel „Kinder in Kindertagesheimen nach Kategorien der 15a-Vereinbarung“ (Tabelle 28) der VIF-Indikator direkt von der Statistik Austria publiziert.